# Jan Veenstra (voetballer)
Jan Veenstra (Elden, 21 oktober 1942 – Bathmen, 27 oktober 2023) was een Nederlands voetballer die van 1960 tot 1967 onder contract stond bij Vitesse, van 1967 tot 1974 bij Go Ahead Eagles en daarna een tijdje bij PEC Zwolle. Hij speelde als verdediger. Voetballer Willie Veenstra was een broer van hem. 

## Carrièrestatistieken
| Seizoen         | Club            | Land            | Competitie       | Competitie | Competitie | Beker | Beker | Internationaal | Internationaal | Overig | Overig | Totaal | Totaal |
| Seizoen         | Club            | Land            | Competitie       | Wed.       | Dlp.       | Wed.  | Dlp.  | Wed.           | Dlp.           | Wed.   | Dlp.   | Wed.   | Dlp.   |
| --------------- | --------------- | --------------- | ---------------- | ---------- | ---------- | ----- | ----- | -------------- | -------------- | ------ | ------ | ------ | ------ |
| 1960/61         | Vitesse         | Nederland       | Eerste divisie A | 1          | 1          | –     | 0     | 0              | 0              | 0      | 0      | –      | 1      |
| 1961/62         | Vitesse         | Nederland       | Eerste divisie A | 1          | 1          | –     | 0     | 0              | 0              | 0      | 0      | –      | 1      |
| 1962/63         | Vitesse         | Nederland       | Tweede divisie A | 8          | 4          | –     | 0     | 0              | 0              | 0      | 0      | –      | 4      |
| 1963/64         | Vitesse         | Nederland       | Tweede divisie B | 14         | 4          | –     | 0     | 0              | 0              | 0      | 0      | –      | 4      |
| 1964/65         | Vitesse         | Nederland       | Tweede divisie A | 25         | 12         | –     | 0     | 0              | 0              | 0      | 0      | –      | 12     |
| 1965/66         | Vitesse         | Nederland       | Tweede divisie A | 27         | 16         | –     | 1     | 0              | 0              | 0      | 0      | –      | 17     |
| 1966/67         | Vitesse         | Nederland       | Eerste divisie   | 37         | 22         | –     | 0     | 0              | 0              | 0      | 0      | –      | 22     |
| 1967/68         | Go Ahead        | Nederland       | Eredivisie       | 16         | 2          | –     | 4     | 0              | 0              | 0      | 0      | –      | 6      |
| 1968/69         | Go Ahead        | Nederland       | Eredivisie       | 24         | 0          | –     | 0     | 0              | 0              | 0      | 0      | –      | 0      |
| 1969/70         | Go Ahead        | Nederland       | Eredivisie       | 26         | 0          | –     | 0     | 0              | 0              | 0      | 0      | –      | 0      |
| 1970/71         | Go Ahead        | Nederland       | Eredivisie       | 26         | 0          | –     | 0     | 0              | 0              | 0      | 0      | –      | 0      |
| 1971/72         | Go Ahead Eagles | Nederland       | Eredivisie       | 37         | 0          | –     | 0     | 0              | 0              | 0      | 0      | –      | 37     |
| 1972/73         | Go Ahead Eagles | Nederland       | Eredivisie       | 21         | 0          | –     | 0     | 0              | 0              | 0      | 0      | –      | 0      |
| 1973/74         | Go Ahead Eagles | Nederland       | Eredivisie       | 14         | 1          | –     | 0     | 0              | 0              | 0      | 0      | –      | 1      |
| 1974/75         | PEC Zwolle      | Nederland       | Eerste divisie   | –          | 2          | –     | 0     | 0              | 0              | 0      | 0      | –      | 2      |
| 1975/76         | PEC Zwolle      | Nederland       | Eerste divisie   | –          | 1          | –     | 1     | 0              | 0              | 0      | 0      | –      | 2      |
| Carrière totaal | Carrière totaal | Carrière totaal | Carrière totaal  | 277        | 66         | –     | –     | 0              | 0              | 0      | 0      | –      | –      |

## Erelijst
Vitesse
| Nationaal      |    |         |
| Tweede divisie | 1x | 1965/66 |